# 해대

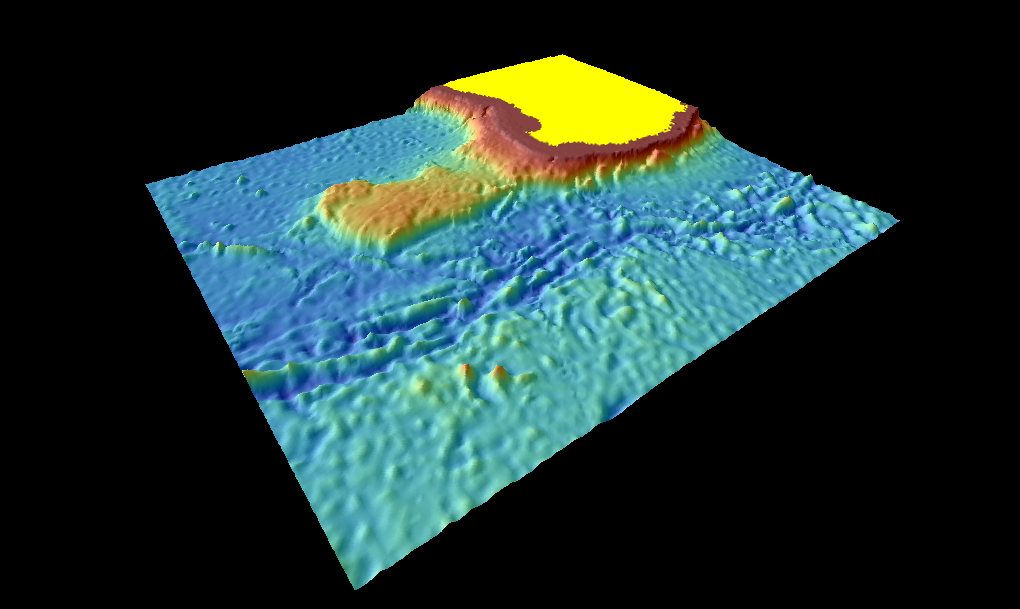

해대(海臺, oceanic plateau) 또는 해저 대지(海底臺地)는 주변 해저보다 높게 솟아있고 대체로 넓고 평평한 해저지형으로 대륙붕보다 외양 쪽에 위치한 지형이다.

## 같이 보기
- 울릉대지